# اتو زاتسینگر
اتو ساتسینگر (آلمانی: Otto Satzinger؛ ۲۱ ژوئیهٔ ۱۸۷۸ – ۶ مهٔ ۱۹۴۵) شیرجه‌رو اهل اتریش بود.
وی در مسابقات کشوری و بین‌المللی در مجموع برندهٔ ۱ مدال برنز شده‌است.